# فلم وثائقي
الفلم الوثائقي أو التوثيقي هو فلم يعرض فيه مخرجه حقيقة علمية أو تاريخية، أو سياسية، بصورة حيادية ودون إبداء رأي فيها. والفلم الوثائقي يحوي سردًا تاريخيًا أو سياسيًا لمواقف سجلت سابقًا، أو لنكبات أو حروب حصلت في الماضي أو الحاضر القريب.

## الفرق بين الفلم الوثائقي والتسجيلي
الوثائقي هو الذي ينضوي تحت شروط التوثيق الفعلية، أمّا التسجيلي فهو الذي يسجل ما يقع أمام الكاميرا. حيث بتحقيق فلم وثائقي، فإن المخرج سيلتزم بالشروط الصارمة للفلم، ولا يلجأ لإدخال عناصر خارجية، كتلقيح وتركيب، ولا إدارة الشخص في الفلم كممثل كما نرى الحال منتشراً، الالتزام هنا هو بتحويل الفلم إلى وثيقة صادقة مائة بالمائة وخالية من التركيب والتفعيل الجانبي.
الفلم التسجيلي يستطيع أن يأخذ على عاتقه هذا المنوال من التفعيل، لأنه يريد أن يسجل طبيعة حياة ما، وربما يواجه اختيارات من نوع تخصيص العنصر البشري الأول في الفلم بلقطة تركب شروطها خلال التصوير؛ كذلك فإن التسجيل يعني أن الكاميرا تصوّر لكي تسجّل وضعاً، وليس بالضرورة لتوثيق حقيقة معينة.
الغطاء المثالي لكلا النوعين هو «الفلم غير الروائي»، على أساس أنه يشملهما معاً، وهو يشمل أيضاً الفلم التجريبي، والفلم الشعري، وأي فلم يخلو من عنصر القصّة.

## الاتجاهات الفنية

فهرنهايت 911، فلم وثائقي عن حرب غزو العراق عام 2003

الاتجاهات الفنية (بالإنجليزية: Trend) في إنتاج الفلم الوثائقي أو التسجيلي ويقصد بها الاتجاهات التي يقوم المنتج بالاختيار فيما بينها لعرض فكرة الفلم بشكل معين لتحقيق الأثر المنشود، وتتمثل فيما يلي:

### الاتجاه الرومانسي
يعتمد هذا الإتجاه في مجال إعداد الفلم التسجيلي وإخراجه على الاهتمام بحياة الفرد بشكل يتميز بحرية التعبير وتلقائيته، حيث تنشيء مشاهدة الفلم إحساساً غنائياً عاطفياً لدى المشاهد .
ويتناول المخرج التسجيلي في هذا الإتجاه موضوع فلمه بعناية كبيرة ويتسامى بالمشاهد عن الحياة اليومية العادية المعتادة، ويدفعه إلى اكتشاف حياته بحساسيه أكبر .
ويطلق على هذا الأسلوب أيضاً «الإتجاه الرومانتيكي الطبيعي» ، لتركيزه وتمجيده الواضح للطبيعة، واهتمامه الملحوظ بعلاقة الإنسان بالعالم الذي يحيط به .
وتتحدد أسس الإتجاه الرومانسي في مجال الفلم التسجيلي فيما يلي:
- أهمية معايشة الفنان أو المخرج التسجيلي للموضوع الذي يسجله ويصوره، والإحساس به لضمان تحقيق المعرفة الكاملة العميقة والإلمام الشامل بكل جوانب الموضوع الذي يعالجه ويصوره من خلال فلمه .
- موضوع الفلم الذي ينبع من المكان الحقيقي الذي يدور فيه في الواقع بأشخاصه وأحداثه الحقيقية في الأصل دون اختلاف أو انفعال من مخرج الفلم .

ويعتبر (روبرت فلاهرتي) رائدًا لهذا الاتجاه الذي بدأه بفلم (نانوك ابن الشمال) 1922م، وفيه يتناول صراع الإنسان في القطب الشمالي ضد الطبيعة، من أجل كسب قوته، من خلال قصة أسرة من الإسكيمو، ويعتبر روبرت فولهارتى الأب الروحى لهذا الاتجاه حيث تمسك بتصوير كل أفلامه في مواقعها الأصلية حول النشاط اليومى للمجتمع الإنسانى في بيئة جديدة على المشاهد هذا بالإضافة إلى أنه لم يكن يعمل وفق قالب معد مسبقًا بحيث اعتمد على قوة الملاحظة، ومن أشهر أفلامه نانوك رجل الشمال والذي أنتجه في عام 1923 حيث يصور صراع إنسان القطب الشمالى مع الطبيعة القاسية التي يعيش فيها وذلك من خلال تناوله لحياة أسرة من منطقة الأسكيمو ومتابعة أوجه نشاطها.

### الاتجاه الواقعي

ملصق فلم فود إنك الذي ترشح للاوسكار لأفضل فلم في عام 2008

ليست الواقعية مجرد تقديم الشخصيات المألوفة والشائعة والموضوعات المستمدة من الطبيعة والواقع فحسب، وإنما هي تكشف أيضاً عن فردية البشر وتشابههم مع الجماهير الأخرى في آن واحد.
والواقعية في الفن تنبه الناس إلى جمال الطبيعة والبشر وتهتم أساساً بتصوير العلاقات الاجتماعية التي ينشغل بها الناس والقوى التي تتحكم فيهم والروابط والمصالح المشتركة بينهم.
ويستمد الإتجاه الواقعي في مجال الفلم التسجيلي مادته من الواقع المباشر لحياة المدن والقرى والأزقة والمصانع والأسواق والمستشفيات، إلى غير ذلك من الأماكن في محاولة لإبراز ما يكمن تحت السطح وإلقاء الضوء على الأسباب والمسببات، وهو بذلك يتولى خلق الشعر وإيجاده في ميدان لم يسبق لشاعر أن طرقه من قبل، حيث تبدو مادة الواقع العادي بعيدة عن أن تكون موضوعاً لعمل فني، وهي بهذا لا تحتاج إلى الذوق السليم فحسب، وإنما تحتاج أيضاً إلى الإلهام الفني أي أنها تحتاج إلى جهد شاق خلاق ينفذ إلى الأعماق كما يصدر عن تأثير عميق.
ولهذا يمكننا القول أنه بظهور الاتجاه الواقعي في مجال الفلم التسجيلي أمكن تصوير الإنسان ومشكلاته وقضاياه في مواجهة الحياة العادية اليومية وجنون المدينة بتناقضاتها العديدة، أي أن الاتجاه الواقعي يمثل أنقى درجات الواقعية في مجال الفلم التسجيلي.
ويعطى مثالاً على هذا النوع الفلم الفرنسي (لا شيء غير الزمان) في عام 1926، للمخرج لكانتي، وهو أول فلم عن حياة مدينة باريس يكشف من خلاله إمكانية التعبير عن واقع المدينة بكل تناقضاته.

### الإتجاه السيمفوني
تتمثل فلسفة الإتجاه السيمفوني في النظر إلى السينما كفن يشبه الموسيقى من حيث اعتماد كل منهما وقيامهما على عنصر الحركة. وإذا كان عنصر الحركة في الموسيقى يعبر عنه بأنه حركة الصوت في الزمان. فإن الحركة في السينما هي حركة الضوء في الزمان والمكان. وعلى هذا التشابه بين كل من الموسيقى والسينما يقوم أساس الاتجاه السيمفوني الذي يهدف إلى تقديم مشاهد الفلم في توالٍ حركي شبيه بحركات السيمفونية الموسيقية، ويتطلب هذا الإتجاه من مخرج الفلم ومصوره ذوقاً فنياً عالياً، وحساً تصويرياً مرهفاً يعتمد على استخدام الايقاعات المتغيرة السرعة والمؤثرات الخاصة طوال الفلم مستغلاً في ذلك حركة المجاميع والكتل في خلق الإيقاع الحركي وإيجاده داخل البناء الفلمي.

### سينما الحقيقة
وهدفها اكتشاف العالم وتوسيع نطاق الواقع الممكن تصويره. وقد ساعد على تطوير هذا الاتجاه وسرعة انتشاره اكتشاف الكاميرا السينمائية 16 مم، التي تتصف بخفة الوزن وسهولة الحمل وإمكانية تسجيلها لعنصري الصوت والصورة معاً، مما ساعد على تصوير الأحداث الجارية وقت حدوثها بما يصاحبها من صوت حقيقي مباشر. وبذلك وفرت الكاميرا 16 مم ميزتين أساسيتين كان لهما أثر واضح في مجال استخدام السينما في الإعلام والأخبار وهما:
- تسجيل الحدث في تلقائية دون أي تدخل في صياغته.
- الوجود في قلب الحدث وإمكانية تسجيل أدق تفاصيله.

وقد ساعد التقدم الكبير لتكنولوجيا آلات التصوير السينمائي والتطور السريع في تحسين المواد الأولية للأفلام، على تمكين مخرجي اتجاه «سينما الحقيقة» من عمل مجموعة أفلام تسجيلية على درجة كبيرة من الصدق والمباشرة.
وقد ظهر عام 1922 على يد المخرج الروسي ديزيجا فرتوف، في شكل جريدة سينمائية بعنوان (كينو برافدا)، وكانت تتناول ما يجري من تغيير في المجتمع السوفييتي، في تلك الفترة من عام 1922 إلى عام 1924، فكانت المعادل السينمائي لجريدة (برافدا) الإخبارية.

## وسائط العرض
طرق عرضه كثيرة، وإن كان العرض التلفازي هو السائد. ويمكن مشاهدة الفلم الوثائقي:
- على القنوات الفضائية.
- على شاشات السينما.
- على أشرطة فيديو.
- أقراص سي.دي
- أقراص دي.في.دي
- بث حي أو تنزيل كملف عبر الإنترنت.

## مقالات ذات صلة
- الجزيرة الوثائقية: قناة فضائية تعرض أفلام وثائقية على مدار اليوم.
- ناشيونال جيوغرافيك أبو ظبي: قناة فضائية تعرض أفلام وثائقية على مدار اليوم.
- قناة الوثائقية: قناة فضائية تعرض أفلام وثائقية على مدار اليوم.
- جائزة الأوسكار لأفضل فلم وثائقي
- سينما السياسة
- عين النمر (وثائقي)
- هالة دياب

## وصلات خارجية
- (فيديو) موقع علوم العرب: أفلام وثائقيّة ومقالات علميّة
- (فيديو) موسوعة الكنوز الوثائقية
- (فيديو) موقع للوثائقي باللغة العربية صوت وصورة
- (فيديو) فكرة الوثائقية
- (فيديو) وثائقيات برق